# Cerynea pallens
Cerynea pallens là một loài bướm đêm trong họ Erebidae.